# Дубровенский замок
Дубровенский замок — бывший замок, существовавший в XVI—XVIII вв. в г. Дубровно на берегу Днепра. Состоял из Верхнего и Нижнего замков. Комплекс не сохранился.

## История
В 1593 году через Дубровно проезжал посол австрийского императора Николай Варкоч, который оставил краткое описание «Дубровно — город и в этом месте последний пограничный замок против москвитов. Город лежит на Днепре, а по другую сторону замка протекает река Дубровница. Этот замок широкий в окружности, только весь деревянный».
В 1654 году во время русско-польской войны после длительной осады (июнь—октябрь) Дубровно заняли русские войска. Еще до взятия города царь Алексей Михайлович давал инструкции воеводе князю Черкасскому: «Как город Дубровно здастца, и… шляхты лучших людей выбрав, прислать к государю,… а остальную шляхту велеть послать на Тулу, а мещан и уездных людей раздать ратным людям семьями, а город Дубровно выжечь». Этот приказ был выполнен: 17 октября замок был сожжен, пленных шляхтичей из состава гарнизона, а также 30 лучших семей мещан вывезли в царскую ставку в Смоленск.
В 1731 году согласно инвентарю, Верхний и Нижний Дубровенские замки почти потеряли оборонительное значение, хотя и были восстановлены после Северной войны.

## Архитектура
Неоднократно перестраивался. В первой половине XVIII в. деревянный замково-дворцовый комплекс, окруженный водяным рвом, укрепленный земляным валом, на котором были деревянные оборонительные стены. Завершенная гонтовым шатром двухъярусная брама с мостом через ров соединяла замок с городом. В ее нижнем ярусе по бокам от проезда располагались темница и кордегардия, в верхнем — зал с галереей. В центре замка стояли старый и новый дворцы, соединенные дорожкой из брусьев с небольшим мостом через пруд (в центре моста была видовая площадка в форме балкончика, огороженного ажурным парапетом из точеными балясинами).

### Старый дворец
Старый дворец (построен в XVII в.) — одноэтажное прямоугольное в плане здание, крытое гонтовой крышей. По бокам расположенной в его центре прихожей группировались четыре жилые комнаты и две алькежи. Фасад со стороны Днепра оформляла галерея с балюстрадой.

### Новый дворец
Новый дворец (построен в 1720-е годы) — двухэтажное прямоугольное в плане здание, состоял из центральной части с прихожей на первом этаже и огромным залом на втором, завершенной самостоятельной гонтовой крышей и двух боковых крыльев (в правом — четыре жилые комнаты и кабинет, в левом — столовая и две жилые комнаты). Был накрыт сложной гонтовой крышей с шестью люкарнами. Планировка анфиладная. В комнатах стояли печи с белым и зеленым глазурированным кафелем. Окна в оловянных переплетах.